# Gerichtete Spende
Als gerichtete Spende wird eine Blutspende dann bezeichnet, wenn sie für einen zuvor bestimmten Empfänger entnommen wird, was zum Beispiel bei der sogenannten Verwandtentransplantation oder Verwandtenspende auftritt.
Diese zunächst naheliegende Vorgehensweise ist äußerst problematisch, denn für gewöhnlich ist es weder bekannt, noch von Bedeutung, wer wem Blut spendet, solange die Blutgruppen hinreichend übereinstimmen.
Aus medizinischen, psycho-sozialen, logistischen und juristischen Gründen wird die gerichtete Blutspende von medizinischen Fachgesellschaften generell abgelehnt. Nur in wenigen immunologischen Spezialfällen und wenn keine anderen Spender verfügbar sind, wird eine Verwandtenspende durchgeführt.

## Nachteile
Die Sicherheit einer Blutspende ist bei Dauerspendern besser überwacht, als bei Erstspendern. Ein bestimmter Spender könnte aufgrund der begrenzten Haltbarkeit von Blutkonserven in einem vier-Wochen-Zeitraum vor eine Operation nur eine Blutkonserve zur Verfügung stellen. Da der Spender nicht jederzeit in beliebiger Menge nachspenden kann, ist ein Mehrbedarf nicht zu decken. Außerdem sind Blutspendedienste für diese Spendeprozedur nicht eingerichtet, weil sie mit erheblichem logistischem Aufwand verbunden ist. Darüber hinaus sind Verwandtenspenden tendenziell eher unsicher, da aus falsch verstandener Hilfsbereitschaft manche Leiden verschwiegen werden, die bei einem „normalen“ Blutspender zum Ausschluss geführt hätten.